# Apicotermitinae
Apicotermitinae (лат.) — подсемейство термитов из семейства Termitidae. Известно более 220 видов, у большинства каста солдат отсутствует. В качестве защиты некоторые виды используют аутотизис, форму суицидального альтруизма. Обитают в подземных и надземных гнёздах, питаются органическими компонентами почвы, играют важную роль в качестве почвообразователей.

## Распространение
Встречаются, главным образом, в тропиках: Афротропика, Неотропика, Неарктика, Ориентальная область, Палеарктика.

## Описание
Мелкие термиты, длина менее 1 см. Усики имаго самок и самцов 14-17-члениковые, верхняя губа равной ширины и длины. Жвалы имаго сходны с мандибулами рабочих: апикальный зубец левой челюсти короче (Anoplotermes group, Speculitermes group) или длиннее (Apicotermes group) чем слитые 1-2-й маргинальные зубцы. Формула шпор голеней: 3-2-2 или 2-2-2. Каста солдат отсутствует у большинства родов из групп Anoplotermes Group и Apicotermes Group (солдаты имеются только у Skatitermes и Firmitermes и в группе Speculitermes). Усики солдат — 13-15-члениковые. При наличии касты солдат у них обычно короткие, сильные мандибулы и рудиментарные лобная железа и фонтанелла. Основанная на солдатах таксономия давно применяется к родовым группам Apicotermes и Speculitermes, но признаки пищеварительной анатомии теперь считаются важным для идентификации рабочих и поэтому имеют особую важность у видов без солдат. Кишечный клапан, расположенный на конце первого отдела задней кишки, имеет очень разнообразное строение и часто имеет структурную арматуру, которая иногда проникает глубоко в брюшко. Эта арматура имеет различную конструкцию, имеющую большое диагностическое значение в группах Astalotermes и Anoplotermes, где нет солдат. Хотя провентрикулус (мышечный желудок) слабо развит у представителей подсемейства Apicotermitinae, как и у других питающихся почвой термитов, его пульвиллы могут также нести характерные орнаменты, имеющие таксономическую ценность.

### Экология и поведение
Большинство видов Apicotermitinae обитают под землей и обитают в рассредоточенной сети галерей в почве или в гнёздах, изначально построенных другими термитами. Однако, род Apicotermes примечателен тем, что строит крупные и очень сложные подземные структуры гнёзд. Внутренние стены гнёзд видов из родовой группы Apicotermes обычно покрыты характерным шагренированным налетом. Некоторые виды, особенно из родовой группы Anoplotermes, строят эпигейные (надземные) холмики. Гнёзда Anoplotermes banksi могут быть надземными, но их часто строят на небольшой высоте и на стволах деревьев, особенно в заболоченных местах.
Среди африканских видов без солдат Astalotermes quietus известен тем, что строит на невысоких кустах или небольших деревьях многочисленные небольшие картонные гнезда, содержащие только рабочих, а иногда и крылатых. Представители некоторых родов не строят собственных гнёзд и встречаются только в чужих живых термитниках (Aganotermes, Acholotermes, Apagotermes, Asagarotermes, Ateuchotermes, Anenteotermes) или мёртвых (Amicotermes) гнёздах других видов, причем наиболее частыми хозяевами являются представители Macrotermitinae или Cubitermes.
Численность и биомасса Apicotermitinae уменьшаются между континентами в следующей последовательности: Африка> Южная Америка> Юго-Восточная Азия. Биомасса Apicotermitinae оценивается в 26,4 г/м2 в Африке (Камерун), 1,0 г/м2 в Амазонии и всего только 0,0004 г/м2 в Юго-Восточной Азии (Малайзия).
Когда в колонии солдат очень мало или они отсутствуют, защита обеспечивается рабочими, которые могут испражняться на противников или блокировать галереи или проходы между камерами гнезда посредством самопожертвования аутотизиса. В последнем случае происходит разрыв тела вдоль антеродорсального края брюшка, разбрасывая во врага содержимое пищеварительного тракта, а иногда и специализированных защитных органов, расположенных в передней части брюшка. Аутотизис это форма суицидального альтруизма, используемого в качестве защитного механизма. Особым защитным поведением, обычным для членов родовой группы Anoplotermes, но не только для них, является «защитная дефекация», при которой брюшко рабочего может быть загнуто вперёд в обе стороны или вверх над головой (так как это делают уховёртки или муравьи крематогастеры), чтобы нанести каплю липкого фекального вещества на врага. Так поступают, например, африканские Skatitermes или неотропические Grigiotermes. Эта стратегия также наблюдается и у других видов, питающихся почвой, таких как Armitermes или Labiotermes. Тем не менее, этот способ химической защиты особенно широко распространён в родовой группе Anoplotermes и представляет для многих видов основной способ отпугивания врагов.
Представители подсемейства Apicotermitinae представляют собой значительную часть сообщества термитов в тропической Африке и Америке, особенно в тропических влажных лесах, где они часто составляют 30-50 % местного видового разнообразия термитов. В азиатских экосистемах они встречаются гораздо менее часто. Почти все Apicotermitinae питаются почвенными компонентами (кроме Apicotermitinae это известно только у Termitinae и Nasutitermitinae), поглощая субстраты с различным количеством органических веществ, находящимся на границе раздела древесина-почва, гумусом из верхних слоёв почвы, глиной из более глубоких горизонтов или материалом насыпей других термитов. Исследования, проведённые с использованием стабильных изотопов в неотропических лесах показали, что Apicotermitinae, у которых отсутствует каста солдат, могут использовать широкий спектр источников пищи вдоль градиента гумификации органического вещества с некоторой дифференциацией пищевых ниш между симпатрическими видами. Большинство видов фуражируют в почве или под деревьями, некоторые строят узкие земляные ходы, а другие фуражируют без укрытия в лиственной подстилке. Рабочие неотропического термита Ruptitermes arboreus даже бегают по открытым тропам по деревьям, неся с собой комочки грибов или микроэпифитов.

### Состав семьи и размножение
Термиты это насекомые с неполным развитием. Цикл развития длится от нескольких недель до нескольких месяцев и начинается с яйца, отложенного маткой, из которого появляется личинка, внешне сходная со взрослыми особями. Apicotermitinae в целом следуют общему характеру развития Termitidae с линией метаморфоза бесплодных каст (рабочие и солдаты, если таковые имеются есть), ответвляющейся от прямого пути развития от яйца к крылатым термитам при первой линьке. У бесплодных каст гонады и вспомогательные половые органы рудиментарны и чрезвычайно трудны для обнаружения и наблюдения, что объясняет недостаток данных о соотношении полов среди рабочих и солдат. Рабочие выглядят мономорфными, не могут линять и полностью стерильны. Репродуктивные термиты (королевы и короли) имеют крылья. Нет документально подтвержденных данных о появлении неотенических репродуктивных особей в подсемействе Apicotermitinae. После брачного полёта и спаривания крылатые половые особи обламывают себе крылья и основывают новую колонию термитов. Известны случаи, когда нескольких маток, сосуществуют в одном гнезде, что предполагает либо плеометроз (совместное основание), либо замену старой матки молодой, выращенной в семье.

## Значение
Многие виды Apicotermitinae, особенно виды неотропической родовой группы Anoplotermes, обитают в почве и играют важную роль в качестве почвообразователей, посредством прокладывания туннелей, строительства гнёзд, а также питания и фуражировки в почвенном горизонте. Их воздействие имеет четыре аспекта: (1) как разлагатели они разрушают органическое вещество и способствуют переработке мёртвого растительного материала и обмену питательных веществ; (2) они составляют значительную биомассу и составляют основу пищевой цепи для самых разных хищников; (3) строя гнёзда и галереи, термиты улучшают транспортировку воздуха и воды за счет биотурбации почвы и таким образом изменяют свойства почвы; (4) большие количества органического вещества перемешиваются в результате перемещения внутри почвы и манипуляций с ней. Таким образом, термиты играют важную роль в формировании и поддержании физических и химических свойств почвы, особенно в низменных тропических лесах, где их численность и биомасса самые высокие.

## Систематика
Подсемейство было впервые выделено в 1955 году для группы африканских родов термитов, для которых характерна эволюционная потеря касты солдат (более 130 видов). Их основной диагностический признак — это вставка мальпигиевых канальцев в среднюю кишку, а не на стыке средней кишки и задней кишки. Первоначально всех неотропических термитов, не имеющих солдат, включали в род Anoplotermes Müller, 1873. В дальнейшем выяснилось их большое таксономическое разнообразие. В 1977 году были описаны рода Grigiotermes и Ruptitermes, а в 1986 — Aparatermes и Tetimatermes. В 1992 году был составлен первый определительный ключ для рабочих этих пяти родов. В дальнейшем к ним добавили и другие рода, включая Longustitermes, Compositermes, Amplucrutermes, Humutermes, Hydrecotermes, Patawatermes, Rubeotermes, Disjunctitermes и другие. На август 2020 года к подсемейству относят около 50 родов и более 220 видов. Большинство родов включают по одному или два вида, крупнейший род Anoplotermes объединяет около 30 видов. Третье по числу видов и родов подсемейство в составе Termitidae. Морфологические и молекулярные филогении определяют Apicotermitinae как монофилетическую группу, сестринскую к кладе Termitinae + Cubitermitinae + Syntermitinae + Nasutitermitinae.
Выделяют три клады (группы родов).
- Apicotermes Group (Афротропика, все роды без касты солдат, кроме одного): Acutidentitermes, Allognathotermes, Apicotermes, Coxotermes, Duplidentitermes, Euburnitermes, Heimitrmes, Hoplognathotermes, Jugositermes, Labidotrmes,Machadotermes, Phoxotermes, Rostrotermes, Skatitermes (с кастой солдат), Trichotermes
- Anoplotermes Group (Афротропика, Неотропика, все роды без касты солдат, кроме одного): Acholotermes, Acidnotermes, Adaiphrotermes, Aderitotermes, Adynotermes, Aganotermes, Alyscotermes, Amalotermes, Amicotermes, Amplucrutermes, Anaorotermes, Anenteotermes, Anoplotermes, Apagotermes, Aparatermes, Asagarotermes, Astalotermes, Astratotermes, Ateuchotermes, Chasitermes, Compositermes, Firmitermes (с кастой солдат), Grigiotermes, Humutermes, Hydrecotermes, Longustitermes, Patawatermes, Rubiotermes, Ruptitermes[9], Tetimatermes
- Speculitermes Group (Юго-Восточная Азия, каста солдат имеется, но немногочисленная): Euhamitermes, Eurytermes, Indotermes, Speculitermes

### Список родов
По данным с дополнениями.
- Acholotermes[6]
- Acidnotermes[6]
- Acutidentitermes[11]
- Adaiphrotermes[6]
- Aderitotermes[6]
- Adynatotermes[6]
- Aganotermes[6]
- Allognathotermes[12]
- Alyscotermes[6]
- Amalotermes[6]
- Amicotermes[6]
- Amplucrutermes[8]
- Anaorotermes[6]
- Anenteotermes[6]
- Anoplotermes[13]
- Apagotermes[6]
- Aparatermes[14]
- Apicotermes[15]
- Asagarotermes[6]
- Astalotermes[6]
- Astratotermes[6]
- Ateuchotermes[6]
- Chasitermes[16]
- Compositermes[17]
- Coxotermes[18]
- Disjunctitermes[19]
- Duplidentitermes[11]
- Eburnitermes[20]
- Echinotermes[5]
- Euhamitermes[15]
- Eurytermes[21]
- Firmitermes[22]
- Gastrotermes[23]
- Grigiotermes[24]
- Heimitermes[18]
- Hoplognathotermes[12]
- Humutermes[8]
- Hydrecotermes[8]
- Indotermes[25]
- Jugositermes[26]
- Labidotermes[27]
- Longustitermes[28]
- Machadotermes[29]
- Patawatermes[8]
- Phoxotermes[30]
- Rostrotermes[31]
- Rubeotermes[8]
- Ruptitermes[24][9]
- Rustitermes[32]
- Skatitermes[33]
- Speculitermes[21]
- Tetimatermes[14]
- Tonsuritermes[34]
- Trichotermes[35]
- Tucupitermes[36]

### Палеонтология
Известно 8 ископаемых видов из рода Anoplotermes, обнаруженные в миоценовом доминиканском янтаре.
- † Anoplotermes bohio, Anoplotermes cacique, Anoplotermes carib, Anoplotermes maboya, Anoplotermes naboria, Anoplotermes nitaino, Anoplotermes quisqueya, Anoplotermes taino